# Engelhartszell an der Donau
Engelhartszell an der Donau là một đô thị thuộc huyện Schärding thuộc bang Oberösterreich, Áo. Đô thị Engelhartszell an der Donau có diện tích 19 km², dân số thời điểm năm 2006 là 1128 người.

Engelhartszell
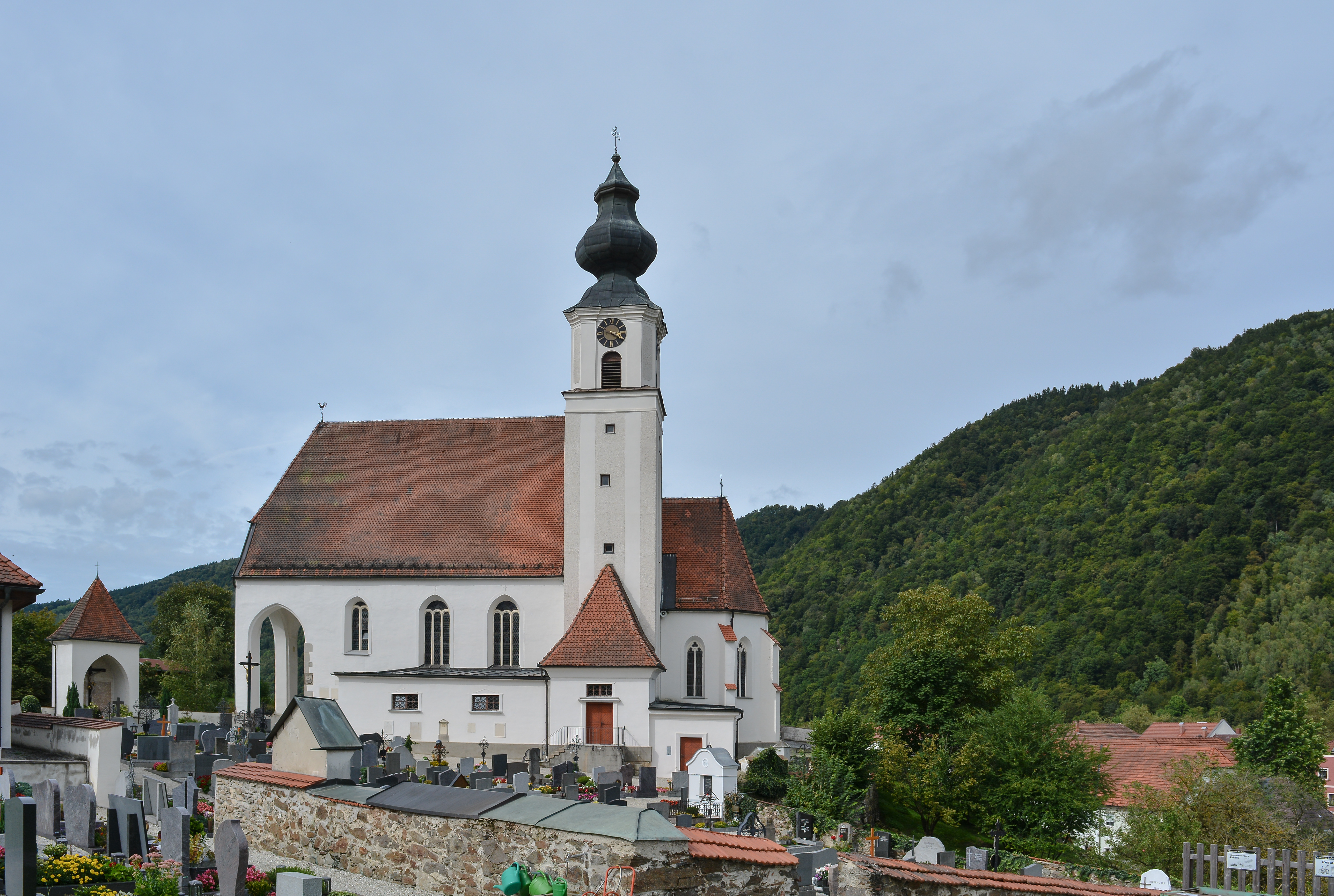
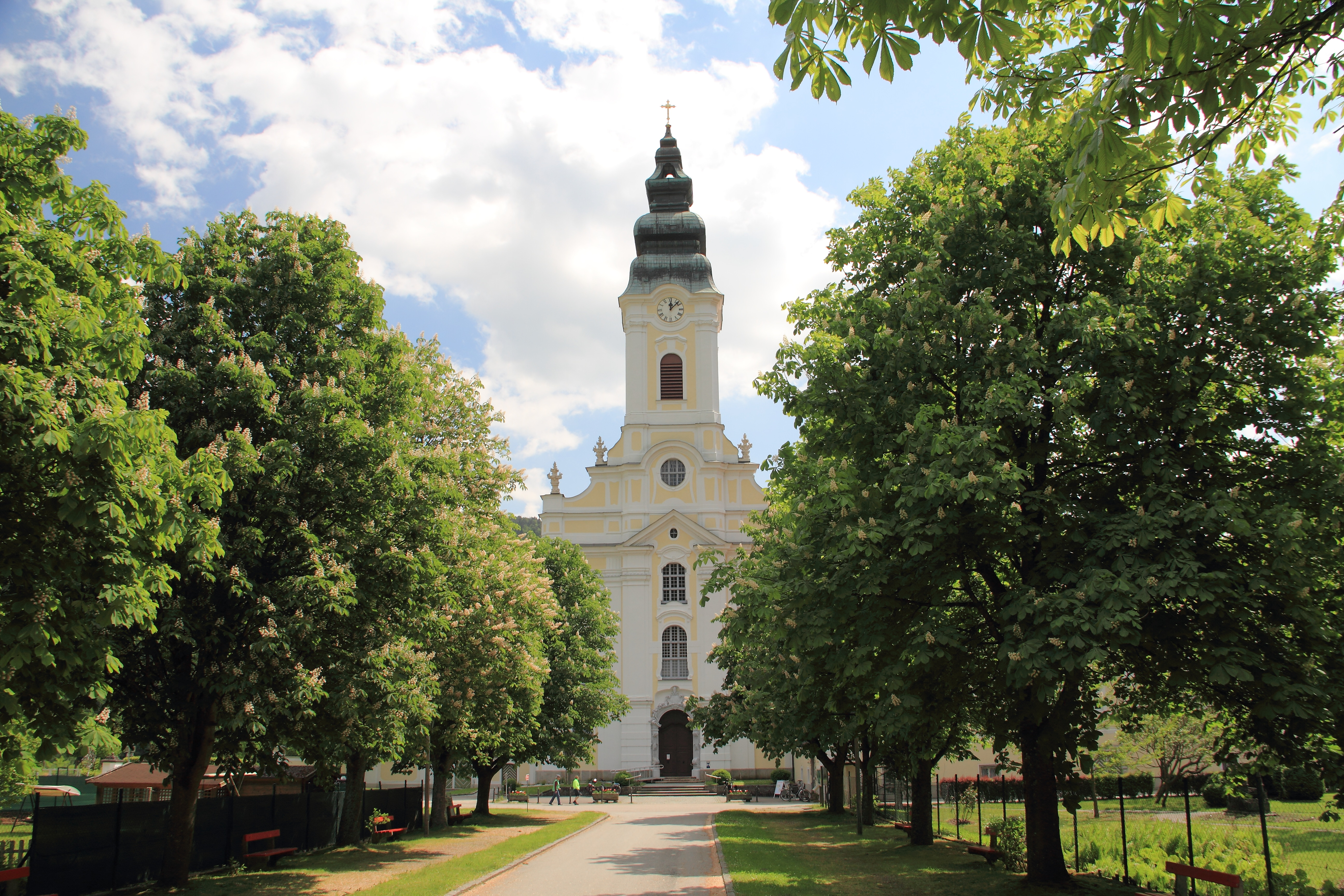
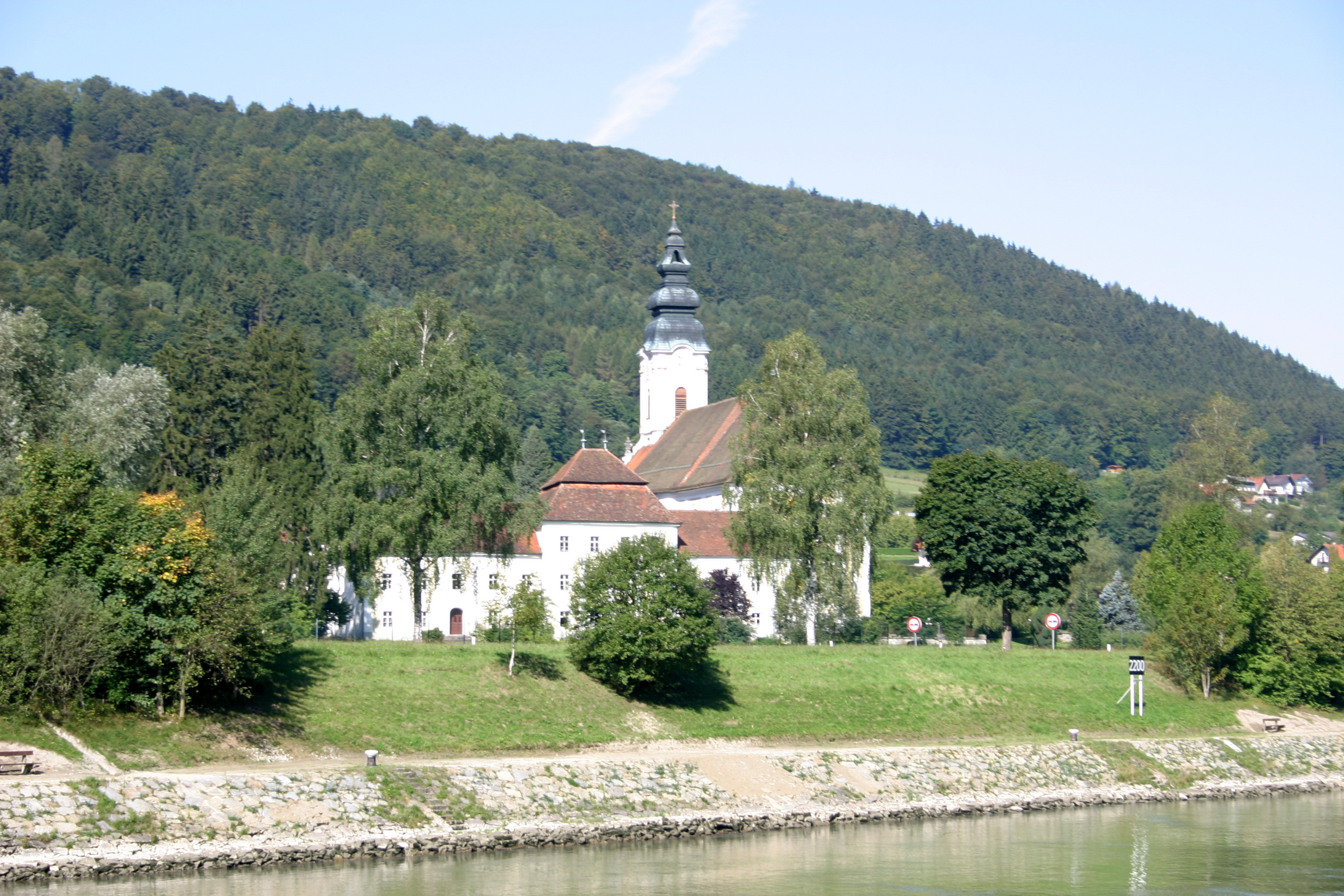
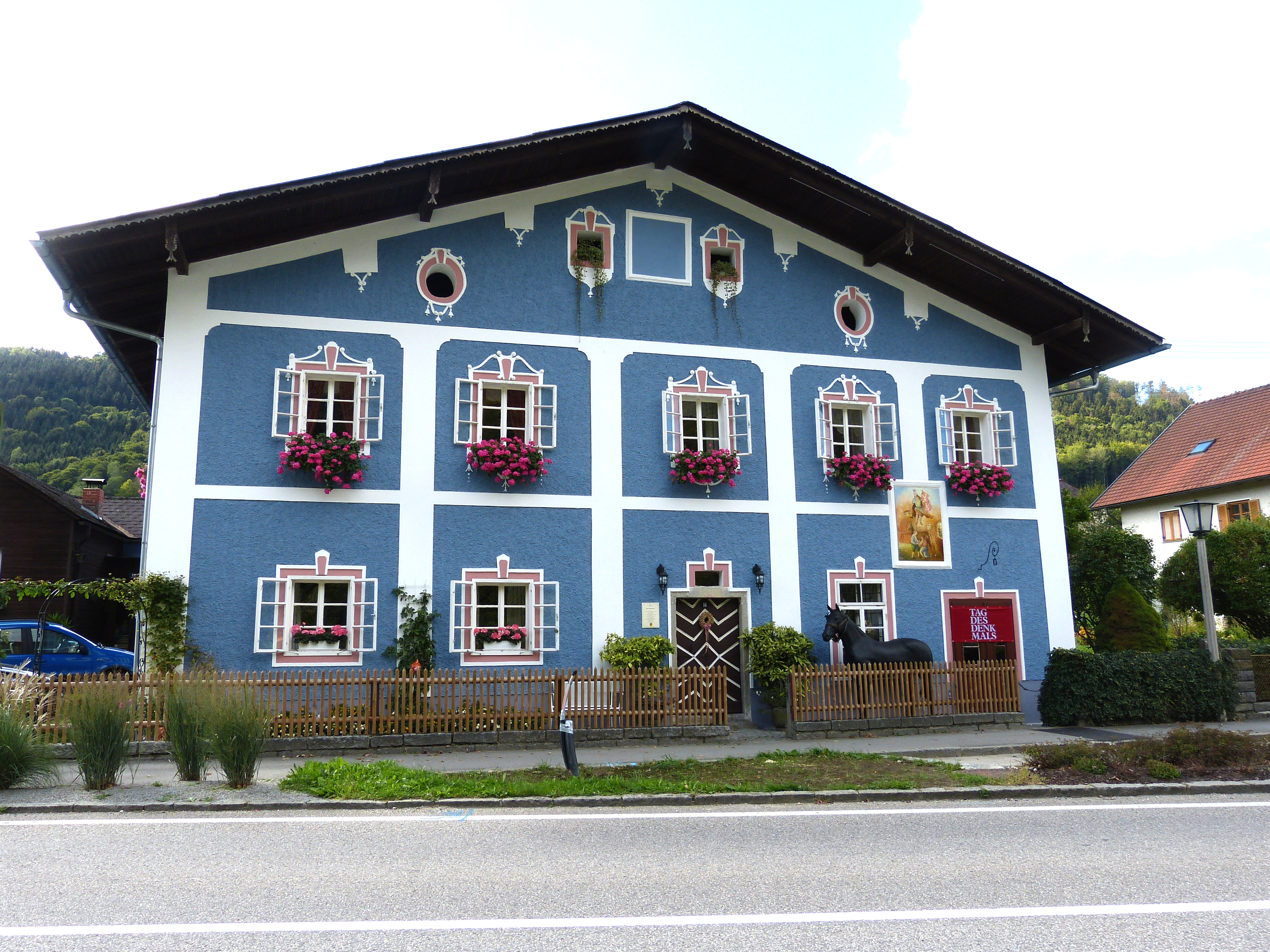
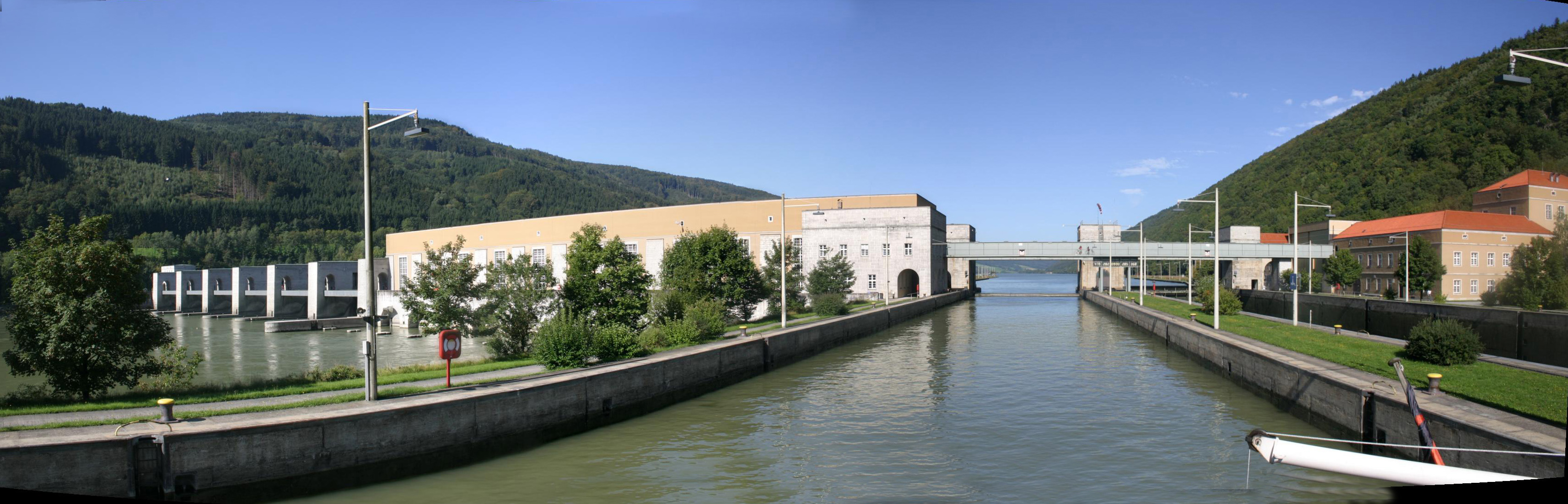
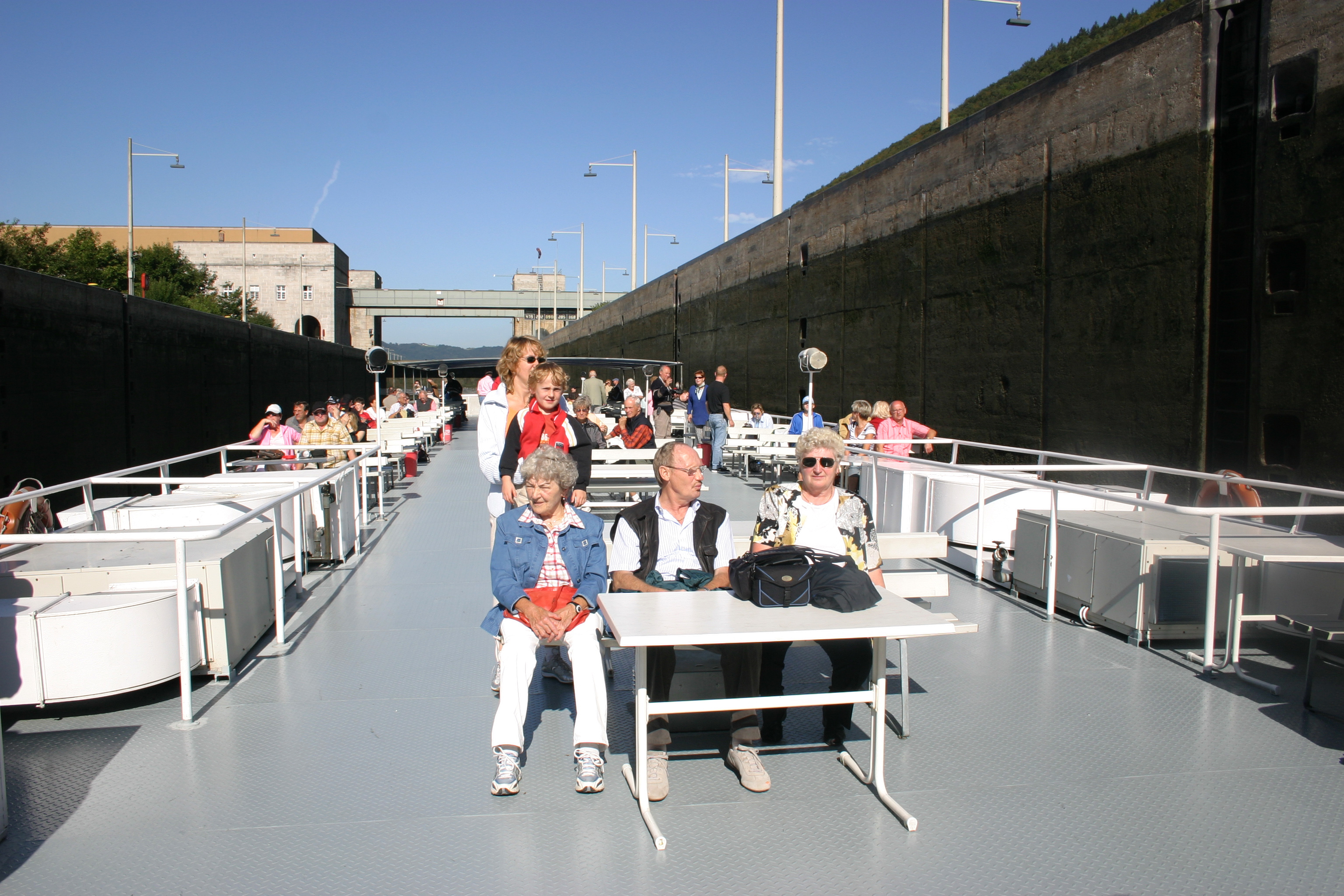
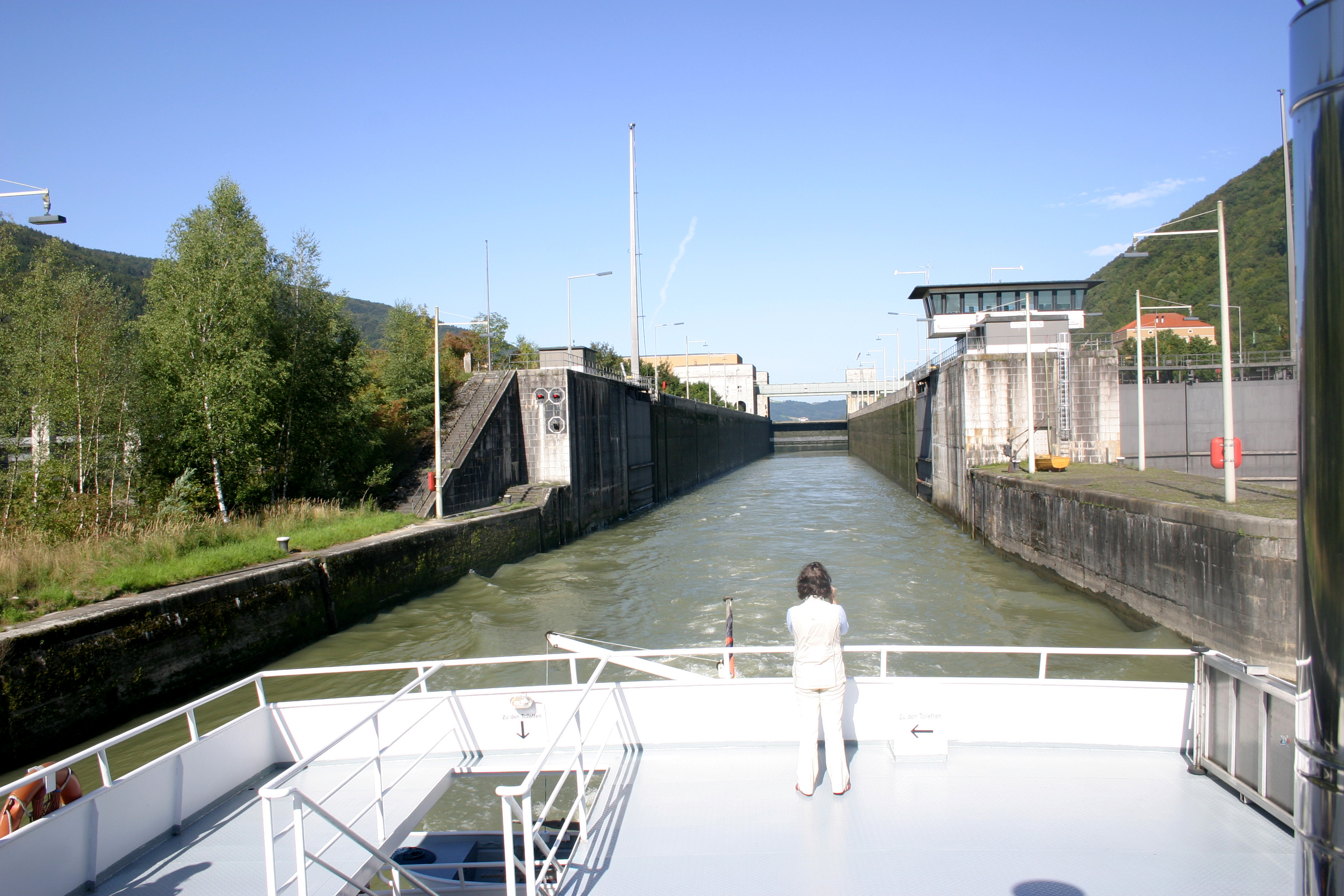